# Foia de Castalla

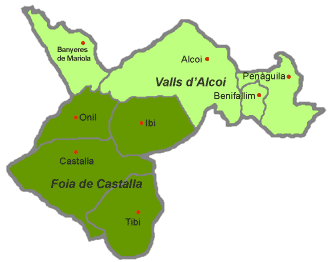
Subcomarques de l'Alcoià. En verd oliva la Foia de Castalla.

La Foia de Castalla és una subcomarca natural situada a la comarca de l'Alcoià, al sud de la serra de Mariola. Comprén el curs alt del riu Verd o Montnegre, que rega l'horta de l'Alacantí. La capital històrica és Castalla i els altres municipis que la formen són Ibi, Tibi i Onil. La població total dels municipis de la Foia és de prop de 45.000 habitants. El núcli més populós és la vila d'Ibi.
La base econòmica tradicional havia sigut l'agricultura de secà, amb àrees d'horta a les zones més pròximes als rius i fonts. Des dels anys 60 és una zona molt industrialitzada que ha destacat tradicionalment per la fabricació de joguets, sobretot als municipis d'Ibi i Onil, tot i que en els darrers anys l'activitat industrial s'ha diversificat cap a sectors com el plàstic, l'acer o els motles. Darrerament la zona patix d'una gran pressió urbanitzadora, amb una allau de construcció de segones residències i fins i tot amb projectes de camps de golf, fins ara paralitzats.
El clima de la Foia és mediterrani sec, amb pluges més aviat escasses (400-600 mm/any), a diferència de la part nord de l'Alcoià, les Valls d'Alcoi, molt més plujosa i freda. Entre el paisatge destaquen les muntanyes i els boscos de les serres del Maigmó (1296 m.), la serra de Castalla, la serra de l'Arguenya (Castalla), la serra del Menejador (Ibi), la serra d'Onil, i la serra de la Penya Roja (Tibi).
| \| Municipi \| Població \| Extensió \| Densitat \| \| Castalla \| 8.977 \| 114,60 \| 78,33 \| \| Ibi \| 23.059 \| 62,50 \| 368,94 \| \| Onil \| 7.500 \| 48,40 \| 154,96 \| \| Tibi \| 1.485 \| 70,40 \| 21,09 \| \| Total \| 41.021 \| - \| - \| |          |          |          |
| Municipi | Població | Extensió | Densitat |
| Castalla | 8.977    | 114,60   | 78,33    |
| Ibi | 23.059   | 62,50    | 368,94   |
| Onil | 7.500    | 48,40    | 154,96   |
| Tibi | 1.485    | 70,40    | 21,09    |
| Total | 41.021   | -        | -        |